# Ishtar (Band)

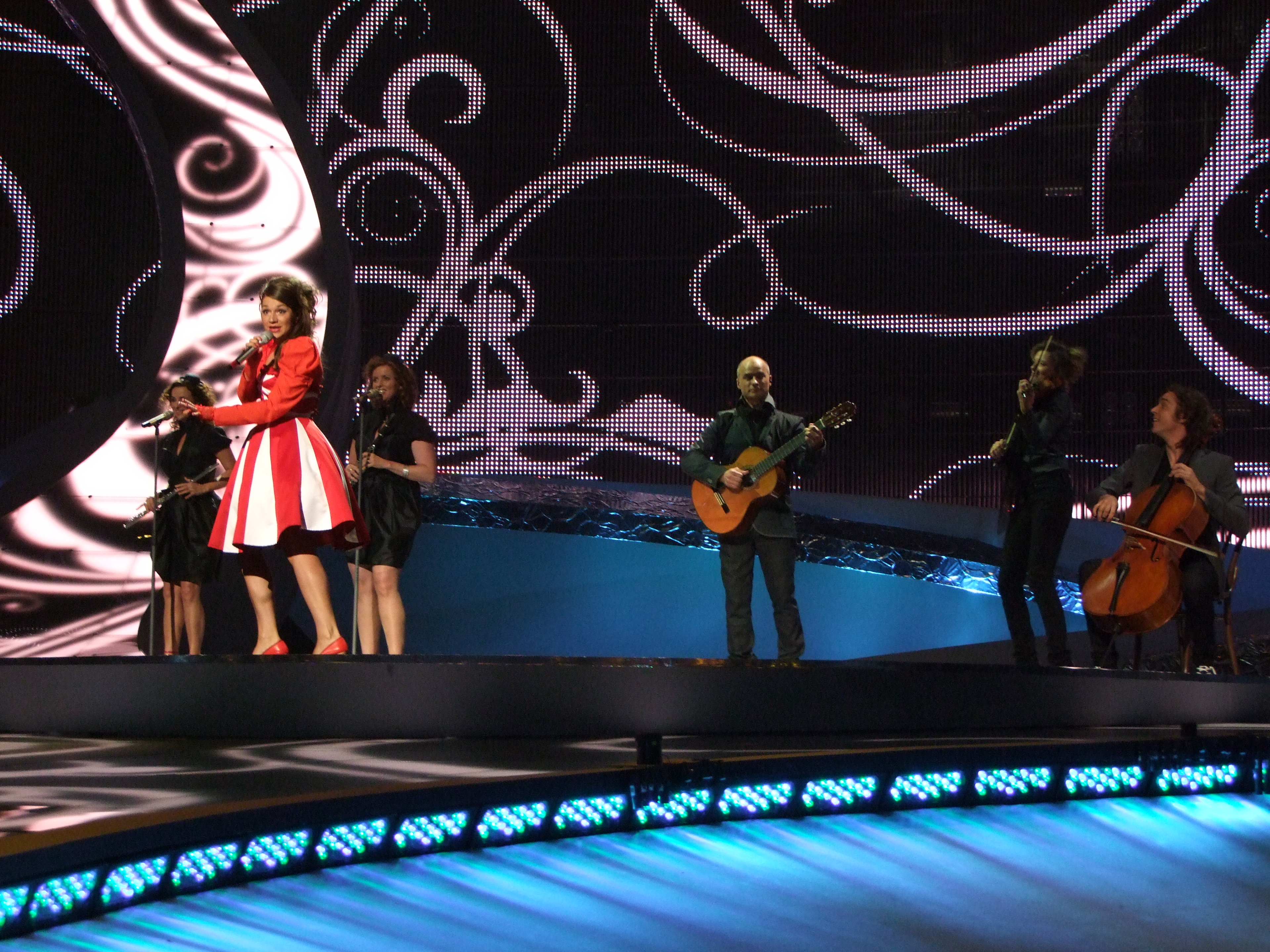
Ishtar im Halbfinale des Eurovision Song Contest 2008

Ishtar ist eine belgische Folkband. Benannt hat sich die Band nach der babylonischen Liebesgöttin Ištar.

## Geschichte
Ishtar gründete sich 2003 um den Gitarristen Michel Vangheluwe und die Sängerin Soetkin Baptist und besteht insgesamt aus zehn Mitgliedern. Ihr Debütalbum TroubAmour brachten sie 2005 heraus. Die Band singt in verschiedenen west- und osteuropäischen Sprachen Eigenkompositionen und Adaptionen mittelalterlicher Minnesänge, die bis ins 11. Jahrhundert zurückreichen.
Ishtar gewann am 9. März 2008 mit dem Lied O julissi na jalini den belgischen Vorentscheid für den Eurovision Song Contest 2008 und vertrat das Land im Mai des Jahres bei dem internationalen Wettbewerb. Der Titel besteht aus einer frei erfundenen Sprache und hat keine konkrete Bedeutung, soll aber nach Angaben von Komponist Vangheluwe den Spaziergang eines Kindes durch einen Märchenwald wiedergeben.
Zwei Wochen nach Veröffentlichung in Belgien am 14. März stieg das Lied in den flämisch-belgischen Charts auf Platz eins. Im ersten Halbfinale des Eurovision Song Contests 2008 am 20. Mai 2008 gelang es Ishtar aber mit Platz 17 nicht, sich unter die beliebtesten zehn Beiträge zu platzieren.

## Mitglieder
Nur die sechs Erstgenannten vertraten die Band beim Eurovision Song Contest, da dort nur bis zu sechs Personen auf der Bühne auftreten dürfen:
- Michel Vangheluwe, Gitarre, Komponist
- Soetkin Baptist, Sängerin (Mezzosopran)
- Ann Vandaele, Sängerin
- Marleen Vandaele, Geige
- Els Vandaele, Sängerin
- Hans Vandaele, Cello, Sänger
- Lode Cartrysse, Oboe
- Korneel Taeckens, Altgeige, Schlagzeug
- Frank Markey, Klarinette, Saxophon
- Karel Vercruysse, Gitarre

## Diskografie
Alben
- 2005: TroubAmour
- 2008: O Julissi

Singles
- 2008: O julissi na jalini